# Гершун, Александр Львович
Алекса́ндр Льво́вич Гершу́н (1868—1915) — русский физик, инженер, основатель российской оптической промышленности, крупный специалист в области прикладной оптики, электромагнетизма, радиоактивности. Действительный статский советник.

## Биография
Родился 17 (29) октября 1868 года в г. Соколка Гродненской губернии (ныне Польша) в еврейской семье. Детские годы провёл в Вильно, где его отец — Лев Яковлевич Гершун (1836—1897) — был главным врачом городской еврейской больницы (в 1873—1897 годах); мать — София Семёновна Гершун (урождённая Шерешевская). В 1886 году окончил 1-ю Виленскую гимназию.
В 1886 году поступил на физико-математический факультет Санкт-Петербургского университета. На третьем курсе, он написал свой первый научный труд «Критический разбор исследование вопроса о температуре наибольшей плотности воды и водяных растворах», за которое был награждён золотой медалью.
В 1887 году, проводя каникулы в Вильно, обратил внимание в библиотеке на монографию В. В. Петрова «Известие о гальвани-вольтовских опытах», изданную в Санкт-Петербурге в 1803 году. Рассказ о находке по возвращении в Петербург вызвал большой интерес в научных кругах. Затем в журнале «Электричество» была опубликована статья об открытии электрической дуги В. В. Петровым — до этого времени первооткрывателем явления считался английский физик и химик Хэмфри Дэви, описавший свои подобные эксперименты в 1812 году. «Вы видите, кто открыл вольтову дугу, и я горжусь тем, что мне выпала в 1888 году честь обратить на это внимание общества», — говорил впоследствии А. Л. Гершун.
Окончив университет в 1890 году с дипломом 1-й степени, был оставлен на кафедре физики для приготовления к профессорскому званию; с осени 1893 года был лаборантом (по нынешней терминологии — ассистентом) при физическом кабинете университета у профессоров О. Д. Хвольсона и И. И. Боргмана и на Высших женских курсах. Такую же должность занимал в Электротехническом институте в 1892—1893 годах. Преподавал также физику с 1894 года в гимназии Гуревича. Жил на улице Таврической, дом № 11.
С 1890 года был членом Физического общества, с 1893 года — помощником библиотекаря, а с 1894 года — делопроизводителем общества; с 1891 года был также членом Императорского русского технического общества и с 1892 года — его делопроизводителем (вместе с М. А. Шателеном и Д. А. Головым). В 1891—1892 годах был секретарём редакции журнала «Электричество». С 1893 года тесно сотрудничал с профессором Ф. Ф. Петрушевским — руководителем физического отдела энциклопедического словаря Брокгауза и Ефрона; написал ряд статей для словаря.
В 1896 году участвовал в качестве физика-фотографа в Ленской экспедиции Русского астрономического общества, организованной для наблюдения солнечного затмения (англ.).

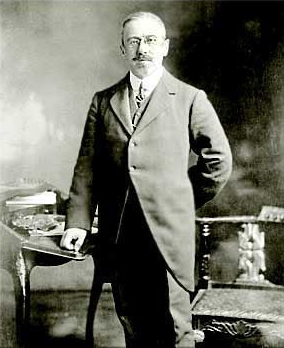
А. Л. Гершун, 1902 год

В 1902 году по рекомендации О. Д. Хвольсона был приглашён заведовать кафедрой общей физики Артиллерийского офицерского класса в Кронштадте и был утверждён профессором. В эти годы он основательно познакомился с оптическим производством в России и других странах, в том числе изучил технологию изготовления оптических приборов для военно-морского флота.
С 1906 года сотрудничал с оптическим отделом Обуховского сталелитейного завода, был консультантом, а с 1909 года руководил этим отделом.
С 1908 года преподавал в Петербургском женском педагогическом институте.
С 1912 года — научный руководитель Российского общества оптического и механического производства, которое в 1913 году приступило к строительству оптического завода на Чугунной улице в Петербурге (с 1962 года — Ленинградское оптико-механическое объединение, ныне ОАО «ЛОМО»). Первым директором завода, начавшего функционировать с 4 ноября 1914 года, стал А. Л. Гершун.
Активно участвовал в становлении оптической промышленности в России. Разработал ряд новых приборов для флота.
Умер 26 мая (8 июня) 1915 года в Санкт-Петербурге.

## Семья
- Сын — физик-оптик Андрей Александрович Гершун.
- Брат — адвокат Борис Львович Гершун.
  - Племянник — поэт Борис Божнев.